# Nycteris major
Nycteris major (K. Andersen, 1912) è un pipistrello della famiglia dei Nitteridi diffuso nell'Africa occidentale e centrale.

## Descrizione

### Dimensioni
Pipistrello di medie dimensioni, con la lunghezza totale tra 106 e 137 mm, la lunghezza dell'avambraccio tra 45 e 49 mm, la lunghezza della coda tra 55 e 64 mm, la lunghezza del piede tra 10 e 12 mm, la lunghezza delle orecchie tra 27 e 31 mm e un peso fino a 16 g.

### Aspetto
La pelliccia è lunga, arruffata e lanuginosa. Le parti dorsali sono marroni, bruno-rossastre o marroni scure, mentre le parti ventrali sono più chiare. Il muso è rosato, privo di peli e con un solco longitudinale che termina sulla fronte in una profonda fossa. Le orecchie sono molto lunghe, strette, con l'estremità arrotondata ed unite anteriormente alla base da una sottile membrana cutanea. Il trago è corto e con una concavità al centro del bordo posteriore. Le membrane alari sono bruno-nerastre. Gli arti inferiori sono lunghi e sottili, mentre i piedi, le dita e gli artigli sono molto piccoli. La coda è lunga, con l'estremità che termina con una struttura cartilaginea a forma di T ed è inclusa completamente nell'ampio uropatagio.

## Biologia

### Comportamento
Si rifugia singolarmente o in piccoli gruppi nelle cavità di grossi alberi, solitamente insieme a esemplari di Hipposideros cyclops e in un caso anche con il topo Praomys tullbergi.

### Alimentazione
Si nutre di insetti raccolti al suolo nel sottobosco forestale.

### Riproduzione
Femmine gravide sono state catturate in gennaio e metà febbraio. Danno alla luce un piccolo alla volta l'anno.

## Distribuzione e habitat
Questa specie è diffusa in Guinea meridionale, Liberia settentrionale, Costa d'Avorio centro-occidentale, Camerun meridionale, Repubblica Democratica del Congo nord-orientale e Zambia settentrionale.
Vive nelle foreste pluviali e costiere di pianura, talvolta anche in macchie di arbusteti e boscaglie all'interno di pianure alluvionali.

## Conservazione
La IUCN Red List, considerata la mancanza di informazioni recenti circa il suo areale, la storia naturale e le minacce, classifica N.major come specie con dati insufficienti (DD).